# Geusen

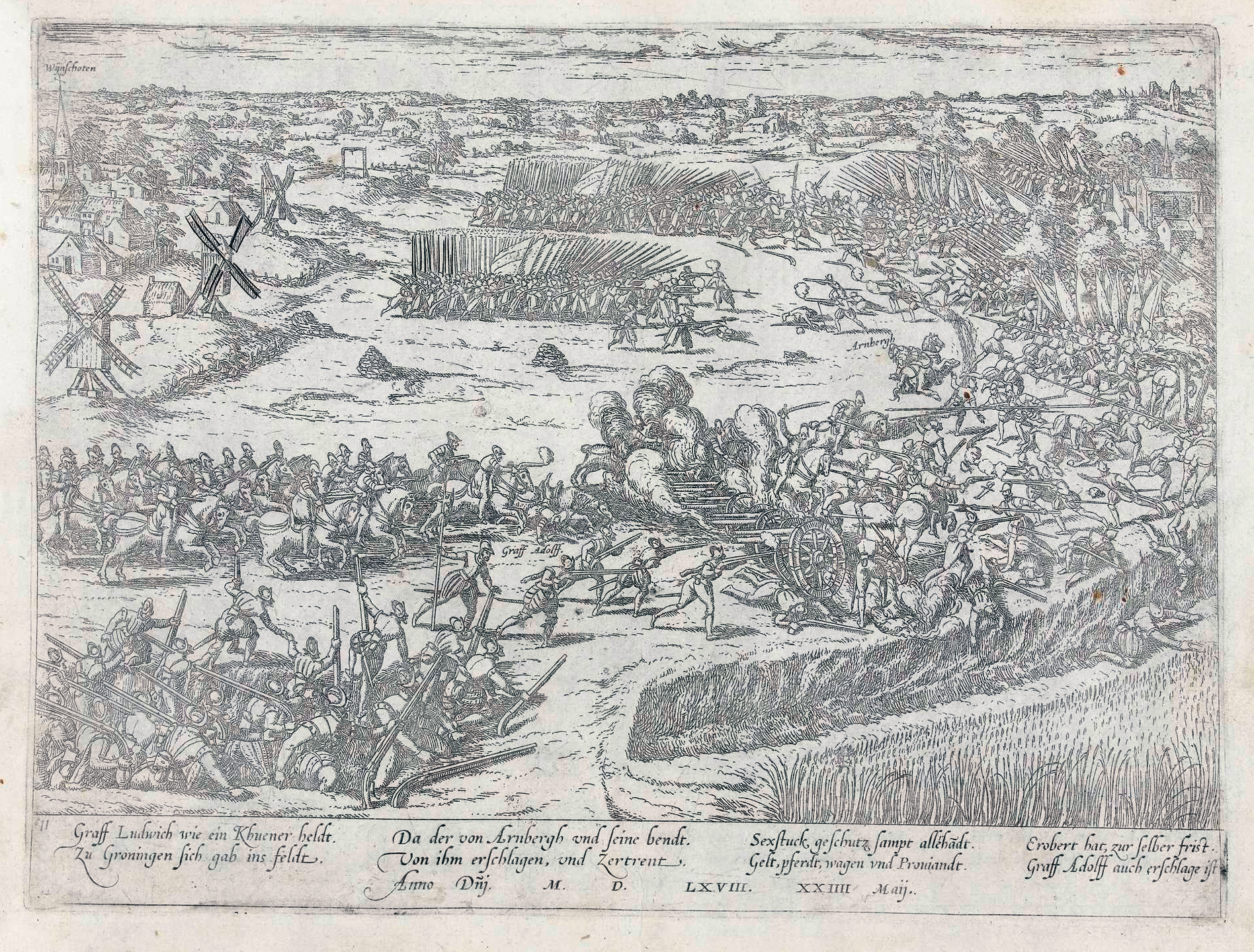
Die Schlacht von Heiligerlee (1568) in einer zeitgenössischen Darstellung

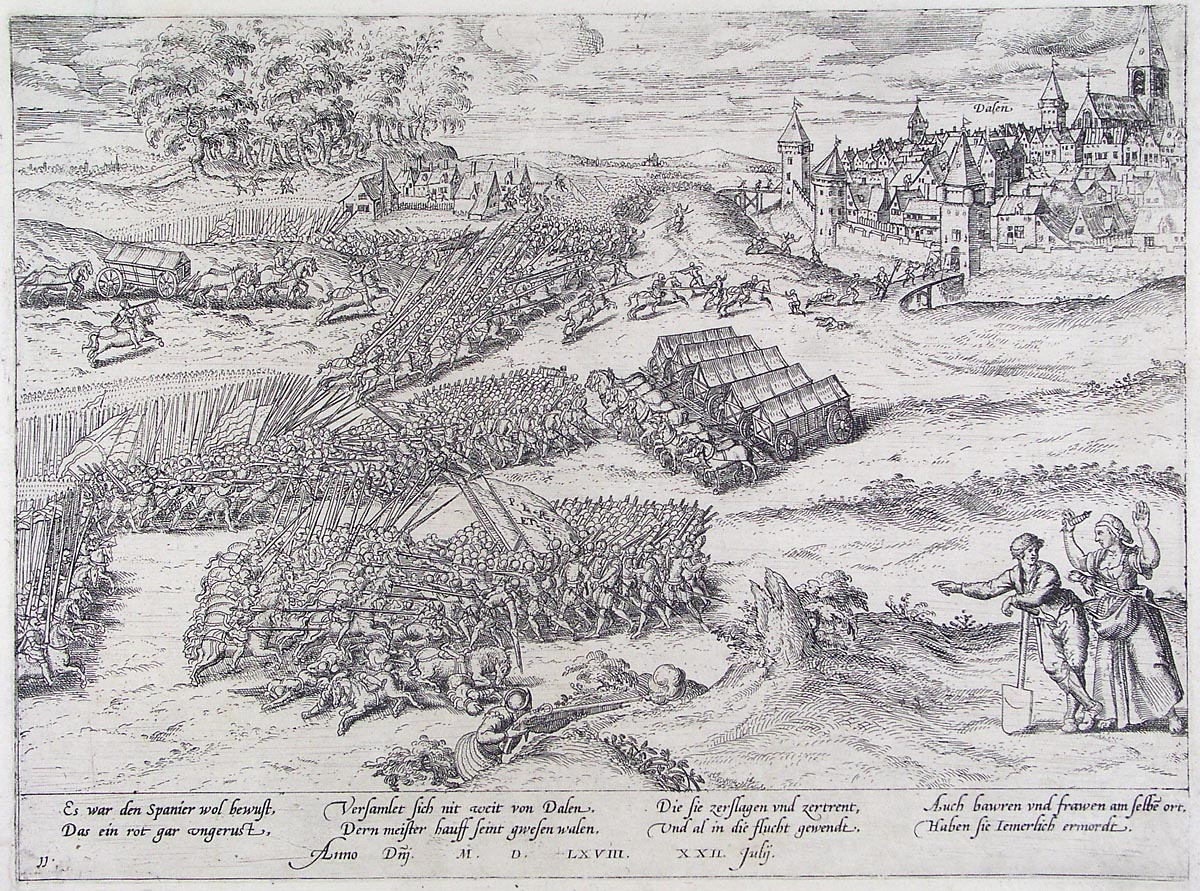
Die Schlacht bei Dahlen (1568) in einer zeitgenössischen Darstellung

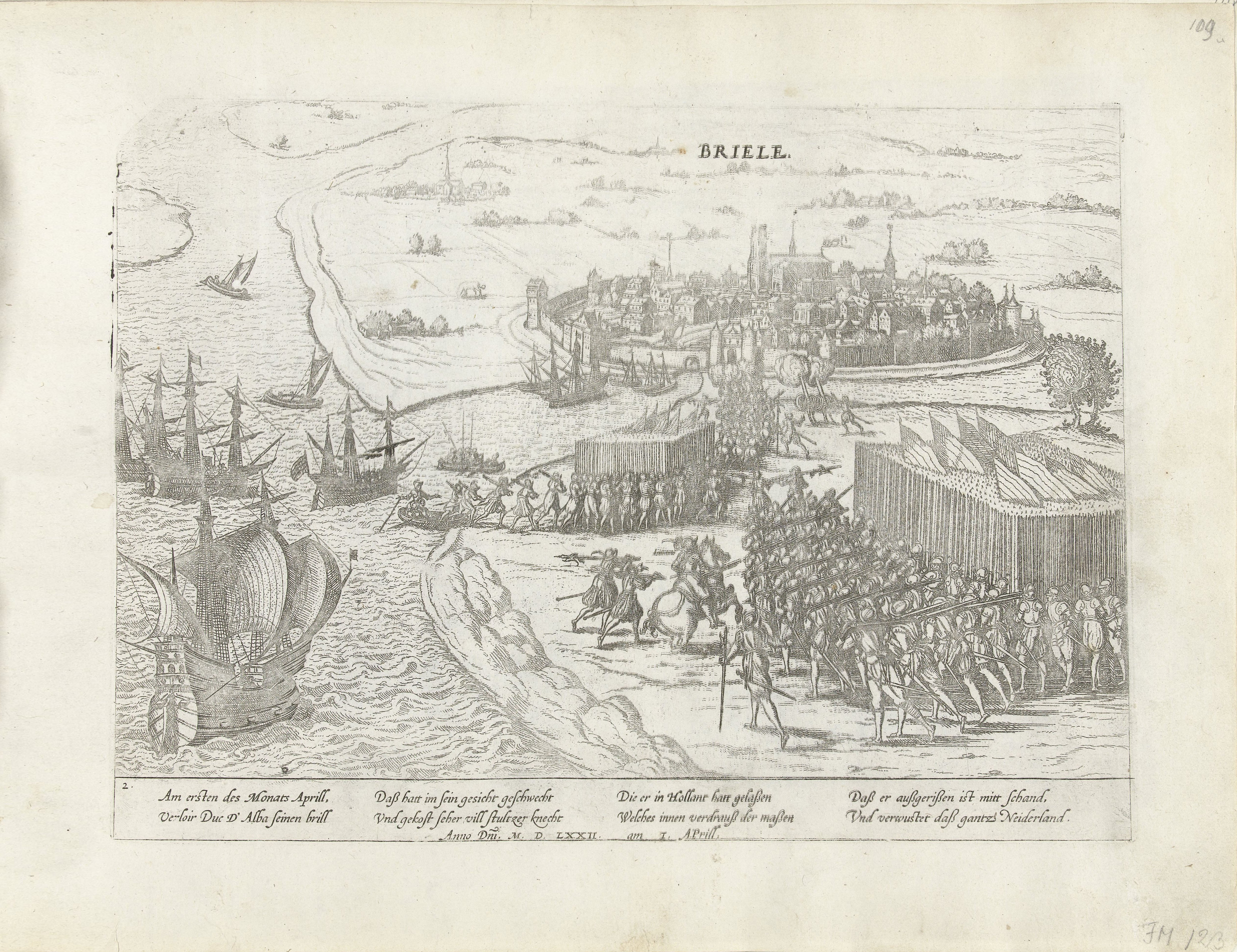
Die Eroberung von Brielle durch die Wassergeusen am 1. April 1572. (Stich von Frans Hogenberg)

Geusen (niederländisch geuzen) ist der Name, den sich die niederländischen Aufständischen am Anfang des Achtzigjährigen Krieges (1568–1648) gaben.

## Begriffsbildung
Der Begriff Geusen leitet sich aus dem französischen Wort gueux „Bettler“ ab. Nach zeitgenössischer Darstellung hat diese Bezeichnung ihren Ursprung aus der Übergabe einer Bittschrift des niederländischen Adels 1566 (Eidverbund der Adligen) an die von Spanien als Statthalterin eingesetzte Margarethe von Parma. Die Bittschrift forderte explizit die Beendigung der Inquisition und der Verfolgung der Protestanten sowie die Wiederherstellung ihrer ständischen Freiheiten.
Hierbei soll Graf Charles de Berlaymont der Margarethe von Parma ins Ohr geflüstert haben, „Sie solle sich nicht vor einem Haufen Bettler (gueux) fürchten“. Dieser Haufen bestand damals aus zweihundert Berittenen, die friedlich in Brüssel einzogen, um die Bittschrift zu übergeben. Ihre Zahl sollte sich im Verlaufe der Verhandlungen noch auf bis zu vierhundert erhöhen.
Die weitgehend positive Annahme der Forderungen des niederländischen Adels von Margarete und ihr Versprechen, das Edikt an König Philipp von Spanien weiterzuleiten, versetzten die Aufständischen in gehobene Stimmung, die sich in Festen mit entsprechendem Alkoholgenuss niederschlug. Während eines solchen Festes wurde die Bezeichnung Geusen für die im Unabhängigkeitskampf verbündeten Mitglieder durch Heinrich von Brederode vorgeschlagen und von den Versammelten übernommen. Hierbei anwesend waren auch die führenden Persönlichkeiten der Widerstandsbewegung Wilhelm I., Prinz von Oranien sowie die beiden später hingerichteten Lamoral, Graf von Egmond, Fürst von Gavere und Philippe de Montmorency, Graf von Horn (auch Hoorne geschrieben). Als sichtbares Zeichen des Bundes trugen die Mitglieder, während sie in Brüssel verweilten, graue Bettlergewänder. Aus Solidarität und Ausdruck des passiven Widerstands trugen auch viele Bewohner Brüssels eine Zeit lang solche Bettlerkleidung.

## Geschichte
1566 kam es vor den Toren der Stadt Wattrelos zum Massaker an den flämischen „Geusen“ durch die Truppen des Herzogs von Alba, an das bis heute das Fest „Fête des Berlouffes“ am zweiten Wochenende im September erinnert. Der Protest gegen die spanische Herrschaft erreichte im selben Jahr mit den Bilderstürmen der Calvinisten einen ersten Höhepunkt.
Der spanische König Philipp hob daraufhin zwar die Inquisition auf, entsandte aber 1567 den Herzog von Alba, Fernando Álvarez de Toledo, als neuen Statthalter mit spanischen Truppen zu einer Strafexpedition in die Niederlande. Alba gelang es auch zunächst, die regionalen Aufstände mit Hilfe von Sondergerichten, dem sogenannten Blutrat von Brüssel, zu unterdrücken. Bei diesen Aktionen wurden mehr als 6.000 Aufständische hingerichtet, unter ihnen 1568 der Graf Lamoral von Egmont. Mit seinen rücksichtslosen und willkürlichen Aktionen provozierte Alba jedoch neue Aufstände, die nun das ganze Land erfassten. Mit der Schlacht von Heiligerlee 1568, dem ersten militärischen Aufeinandertreffen beider Seiten, begann der Achtzigjährige Krieg, in dem Adolf von Nassau, der Bruder Wilhelms von Oranien, fiel.

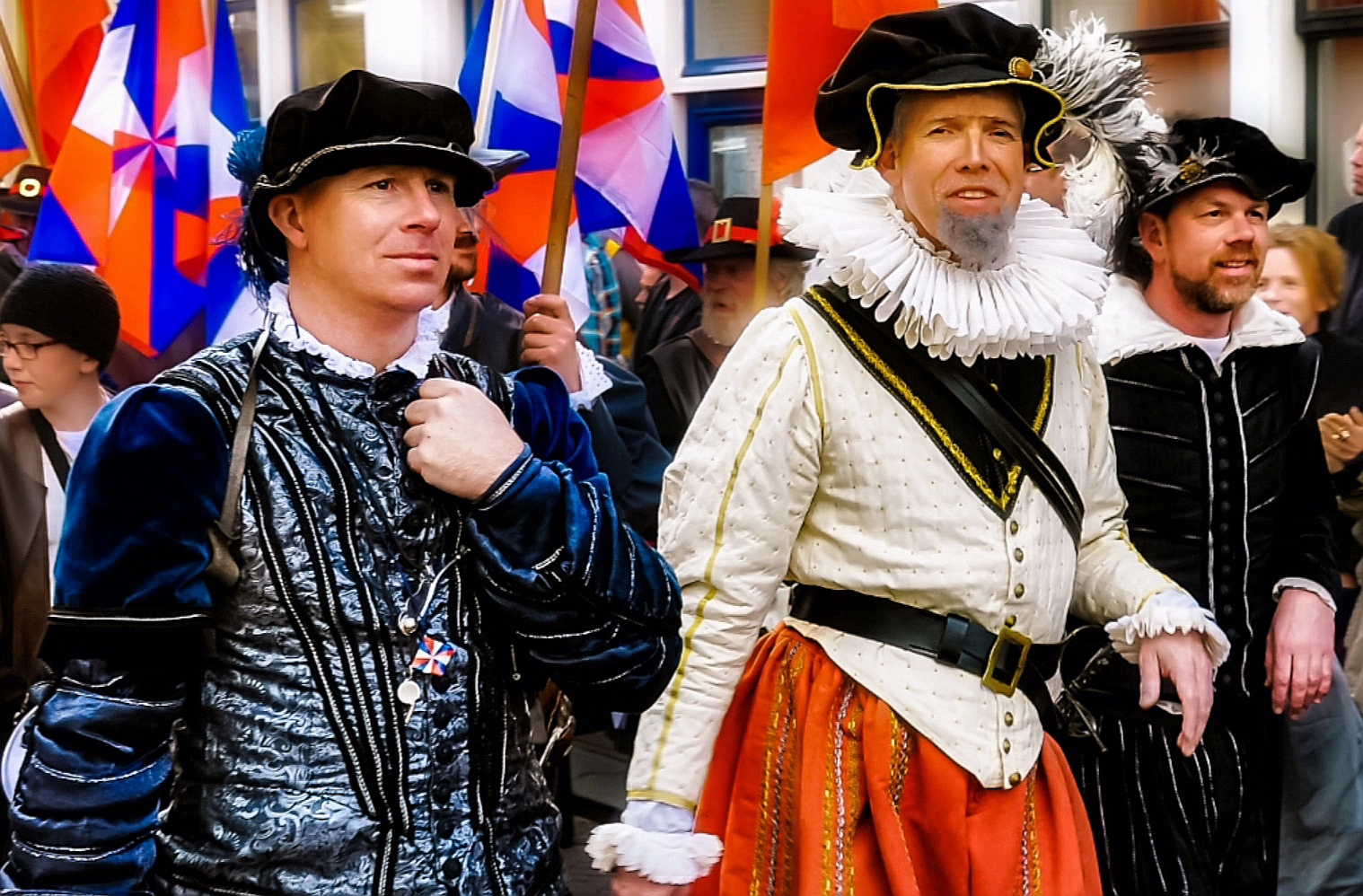
Historischer Umzug in Den Briel anlässlich der 540-Jahr-Feier der Eroberung von Brille am 1. April 2012. Die Anführer der Wassergeusen, Wilhelm II. von der Mark (Mitte), Willem Bloys van Treslong (links) und Lenaert Jansz de Graeff (rechts).

In dieser Zeit rüsteten viele aus Holland geflüchtete Edelleute und Kaufleute Kaperschiffe aus, die auf spanische Schiffe Jagd machten, und teilten sich die Gewinne mit den Besatzungen. Die Watteninseln Terschelling und Rottumeroog sowie englische, französische und ostfriesische Nordseehäfen (insbesondere Emden) dienten dabei als Stützpunkte. Ohne Bestallung wurden diese Kaperfahrer jedoch als vogelfreie Seeräuber behandelt, bis Wilhelm von Oranien sich mit ihnen verbündete. Er gab den Schiffern Kaperbriefe und ernannte Wilhelm II. von der Mark zum Admiral des nunmehr Wassergeusen genannten Teils der Widerstandsbewegung. Im Namen von Wilhelm von Oranien, der zu dieser Zeit in London im Exil lebte, eroberten die Wassergeusen unter Von der Mark, Willem Bloys van Treslong und Lenaert Jansz de Graeff am 1. April 1572 die Stadt Brielle (Den Briel) an der Mündung der Maas, und bald folgten weitere eroberte Städte. Die lateinische Inschrift im Wappen von Brielle erinnert noch daran: 'Libertatis Primitiae' (Die zuerst Befreite).
1572 gelang den Geusen der größte Erfolg, als sie die Provinzen Zeeland und Holland eroberten. Als Statthalter der befreiten Provinzen wurde Wilhelm I. von Oranien gewählt, womit ihm faktisch die Führung des Widerstandes gegen Spanien übertragen wurde.
1573 wurde Alba durch Don Luis de Zúñiga y Requesens abgelöst. Auch wenn der neue Statthalter zunächst erfolgreicher als sein Vorgänger war, gelang den Aufständischen erneut ein großer Sieg: Die zu Lande operierenden „Buschgeusen“ brachen die Deiche und fluteten das Land. Damit konnten die Wassergeusen mit ihren Schiffen die Befreiung der Stadt Leiden wirksam unterstützen.